# Азартні ігри в Словаччині
Азартні ігри в Словаччині є законним і чітко регламентованим державою видом розваг, тут дозволено як онлайнові, так і наземні казино.

## Історія
З 1992 року в Словаччині дозволено майже всі форми азартних ігор. До здобуття незалежності, в складі Чехословаччини, всі види азартних ігор в країні підлягали жорсткому контролю та обмеженням.
Основна лотерея країни — Tipos, нею керує уряд, вона вважається найбільшим оператором та постачальником послуг онлайн-ставок. 2008 року Tipos припинив діяльність за кордоном.
2013 року в країні діяло 9, а станом на 2021 рік — більше 20 наземних казино, також тут є оператори лотерей, букмекерські контори тощо. Місцеві паби, кав'ярні та бари зазвичай мають ігрові автомати. Один з лідерів словацького ринку азартних ігор — Fortuna SK, що має понад 350 торгових точок.
Усі онлайн-оператори азартних ігор повинні мати сервери в Словаччині. Азартні ігри в інтернеті дозволено, але місцеве зкаонодавство має доволі консервативний підхід до надання ліцензій, що практично унеможливлює появу нових операторів.
Мінімально дозволений вік для участі в азартних іграх, складає 18 років, в казино немає заборони на паління.
З 2020 року в Братиславі було заборонено оновлення ліцензій для деяких видів азартних ігор, зокрема, казино, гральних зал. Легальними залишилися зали бінго і букмекерські контори. Окрім того, було вирішено не приймати нові заявки на отримання ліцензій для організації казино, а також не поновлювати ліцензії, видані раніше. Таке рішення було прийнято у зв'язку з петицією щодо заборони казино, підписаною понад 70 тисячами жителів міста.

## Законодавство
Відповідно до ст. 76 «Закону про азартні ігри» (30/2019), законотворчим процесом для даної сфери займається Міністерство фінансів Словаччини. Згідно ст. 77 Закону, Управління з регулювання азартних ігор видає ліцензії та приймає рішення про їхнє скасування, здійснює нагляд, накладає санкції тощо.